# Medal 10 Rocznicy Wojny Niepodległościowej
Medal Pamiątkowy Jubileuszowy 10 Rocznicy Wojny Niepodległościowej lub Medal 10-lecia Wojny Wyzwoleńczej (łot. Atbrīvošanas cīṇu 10 gadu jubilejas piemiṇas medaļa) – łotewskie odznaczenie przyznawane za udział w obronie niepodległości Republiki Łotewskiej w latach 1918–1920. 
Przez współczesne mu polskie Ministerstwo Spraw Wojskowych nazywany był Medalem Pamiątkowym 1918–1920.

## Historia medalu
Medal został ustanowiony 12 lipca 1928 roku, w X rocznicę odzyskania niepodległości przez Łotwę i był przyznawany wszystkim walczącym o niepodległość kraju w latach 1918–1920, w szczególności żołnierzom obcych wojsk, którzy wspomagali Łotyszów w walce o niepodległość, a także obywatelom Łotwy, którzy wspierali wysiłek Armii Łotewskiej w obronie niepodległości. Przyznawany był również żołnierzom polskim jako wyraz wdzięczności narodu łotewskiego za pomoc udzieloną podczas walk z sowietami w wojnie w latach 1918–1920, w tym uczestnikom bitwy pod Dyneburgiem. Medal nadawany był do 1940 r. Zniesiony po zbrojnej aneksji kraju przez ZSRR, nie został odnowiony po odzyskaniu niepodległości przez Łotwę w 1991 roku.

## Opis medalu
Medal wykonany był z oksydowanego brązu o średnicy 35 mm.
- Na awersie medalu przedstawiony jest szereg żołnierzy łotewskich zwróconych w lewą heraldycznie stronę, z pochylonymi do dołu karabinami (pozycja – „ładuj broń”) – stojących na skalnym wzniesieniu. W tle widok wież Rygi, oświetlonych wschodzącym słońcem.
- Na rewersie medalu – napis PAR LATVIJU (Za Łotwę), pod nim daty – 1918 i 1928[4]. Cały napis otaczają trzy gwiazdy pięcioramienne – jedna gwiazda ponad napisem a dwie po bokach zamieszczonego w kolumnie napisu, symbolizujące trzy historyczne prowincje, z których składa się Łotwa: Liwonii (dawne Inflanty szwedzkie), Łatgalii (dawne Inflanty polskie) i Kurlandii z Semigalią.
- Wstążka medalu – o szerokości 31 mm[4] – wykonana z mory jedwabnej w kolorze czerwonym, oblamowana żółtą nicią, z dwoma rozmieszczonymi centralnie – po bokach niebieskimi pasami, oblamowanymi żółtą nicią. Na wstążce umieszczone są dwa skośnie skrzyżowane miecze wykonane z brązu – ostrzami ku górze. Przyznawane odznaczenia dla osób cywilnych, były zawieszone na wstędze bez mieczy. Wstążkę z medalem łączy pozioma klamra z brązu.